# 朱仝
朱仝（“仝”拼音：tóng），小说《水浒传》中的人物，山东济州郓城县人，富户出身，任職郓城县马兵都头，後改任鄆城縣當牢節級，與插翅虎雷橫為都頭搭擋。身长八尺四五，面如重枣，目若朗星，一副長髯似关云长，人称“美髯公”。

## 經歷
朱仝性情温和重義，晁盖等人劫了生辰纲后被缉捕，朱仝智稳雷横，悄悄放走了晁盖等人。宋江杀了阎婆惜后，朱仝又义释宋江。雷横因打死知县的姘头白秀英而被捕入狱，在押送济州的途中朱仝将其放走，因此被刺配沧州牢城。
在沧州，朱仝深得沧州知府四岁的兒子小衙內喜爱，知府也因此善待朱仝，常讓朱仝帶孩子外出玩耍。七月十五盂兰盆大斋日之夜，朱仝帶小衙內出外看放河燈，梁山遣雷橫與吳用等人拉朱仝至暗處勸誘入夥，朱仝婉拒，回頭時發現孩子因哭鬧被李逵帶走安撫，卻不慎被這老粗弄死，朱仝怒極與李逵大打出手，李逵邊打邊退引朱仝到柴進莊內，經眾人相勸不得以上梁山。朱仝上山後仍不願與李逵共處同座，經過晁蓋等幹部調解以及李逵下跪賠罪，方才氣消。
朱仝为山寨马军骠骑兼先锋使，把守山前南路第三关。受招安后，随宋江、卢俊义南征北战有功，授武节将军，保定府都统制。后在保定府管军有功，又随刘光世破了大金（簡本尚有唐斌、崔埜同行），官至太平军节度使。

## 影視
- 1972年香港邵氏《水滸傳》：罗威
- 1975年香港邵氏《荡寇志》：罗威
- 1983年山东版《水浒》：丁小秋
- 1998年央视版《水浒传》：杨增元
- 2009年电影《水浒英雄谱之雷横与朱仝》：焦恩俊
- 2011年版《水浒传》：于彦凯